# Past Lives
Past Lives è un doppio live album che raccoglie varie registrazioni bootleg dal vivo del gruppo heavy metal Black Sabbath. È stato pubblicato dalla Sanctuary Records nel 2002, e si tratta sostanzialmente di una estensione del live album semi-ufficiale già pubblicato nel 1980 con il titolo di Live at Last.

## Il disco
Il lavoro comprende registrazioni della formazione storica dei Black Sabbath (Ozzy Osbourne, Tony Iommi, Geezer Butler e Bill Ward) durante concerti degli anni settanta. Sono compresi due dischi: il 1° è integralmente costituito dal live pubblicato nel 1980 con il titolo di Live at Last, mentre il 2° è composto da altre registrazioni bootleg comprese tra il 1970 e il 1975.
- Nel 1º disco, le tracce da 1 a 5 furono registrate al "Hardrock" di Manchester, Inghilterra l'11 marzo 1973, mentre le tracce da 6 a 9 furono registrate al "Rainbow Theatre" di Londra, Inghilterra il 16 marzo 1973.
- Nel 2º disco, la prima traccia e quelle da 5 a 9 furono registrate all'"Olympia Theatre" di Parigi, Francia il 20 dicembre 1970, mentre le tracce da 2 a 4 furono registrate all'"Asbury Park Convention Hall" di Asbury Park, New Jersey il 6 agosto 1975.

## Tracce

### Disco 1
1. Tomorrow's Dream – 3:03
2. Sweet Leaf – 5:26
3. Killing Yourself to Live – 5:29
4. Cornucopia – 3:57
5. Snowblind – 4:46
6. Children of the Grave – 4:33
7. War Pigs – 7:36
8. Wicked World – 18:55
9. Paranoid – 3:14

### Disco 2
1. Hand of Doom – 8:25
2. Hole in the Sky – 4:46
3. Symptom of the Universe – 4:52
4. Megalomania – 9:53
5. Iron Man – 6:25
6. Black Sabbath – 8:23
7. N.I.B.  – 5:31
8. Behind the Wall of Sleep – 5:03
9. Fairies Wear Boots – 6:39

## Formazione
- Ozzy Osbourne - voce
- Tony Iommi - chitarra
- Geezer Butler - basso
- Bill Ward - batteria